# Maria Anna von Bayern (1551–1608)

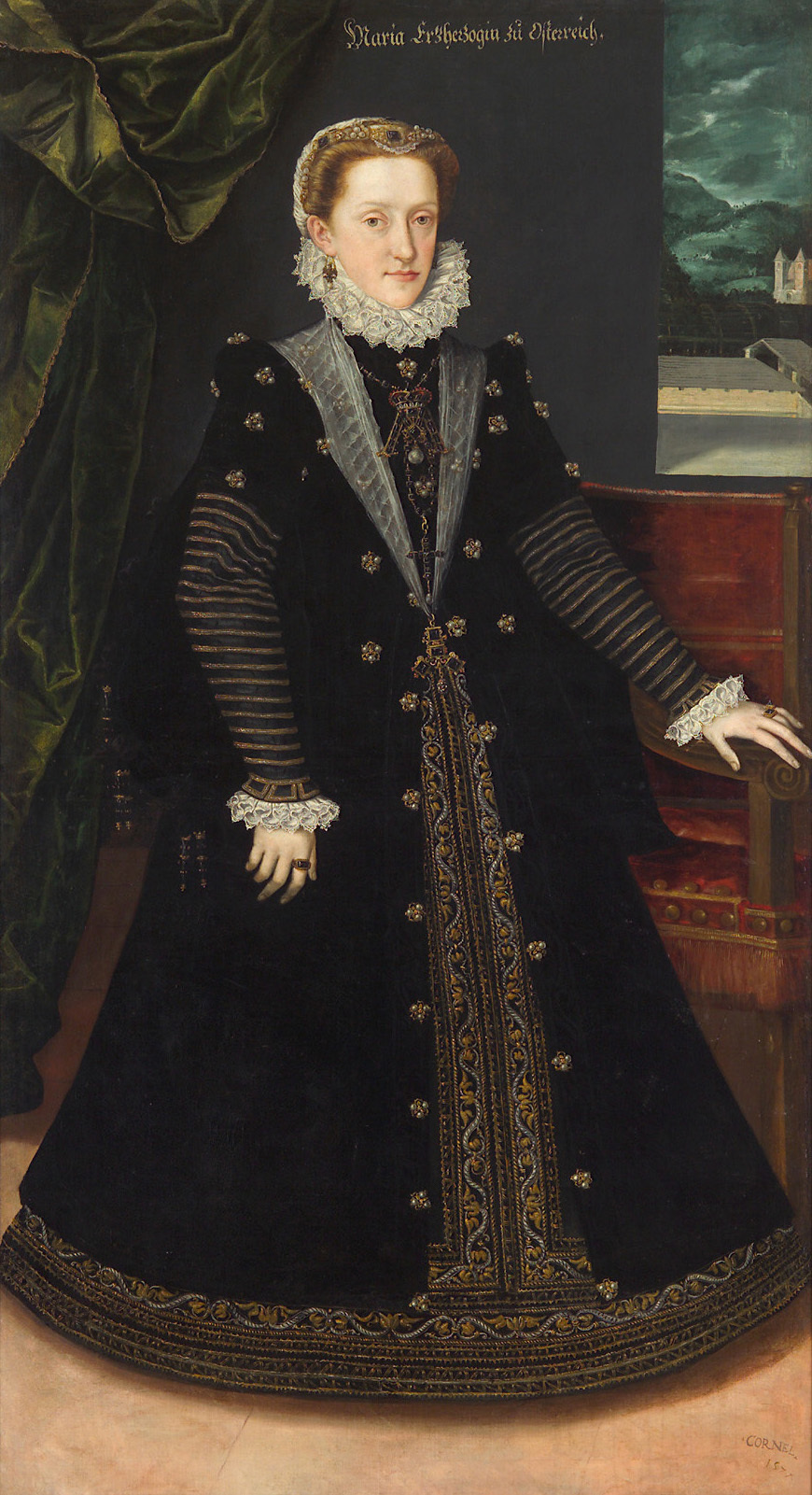
Maria Anna von Bayern, Porträt von Jan Cornelisz Vermeyen, 1577

Maria Anna von Bayern (* 21. März 1551 in München; † 29. April 1608 in Graz) war durch Geburt Prinzessin von Bayern und durch Heirat Erzherzogin von Innerösterreich-Steiermark.

## Abstammung und frühe Jahre

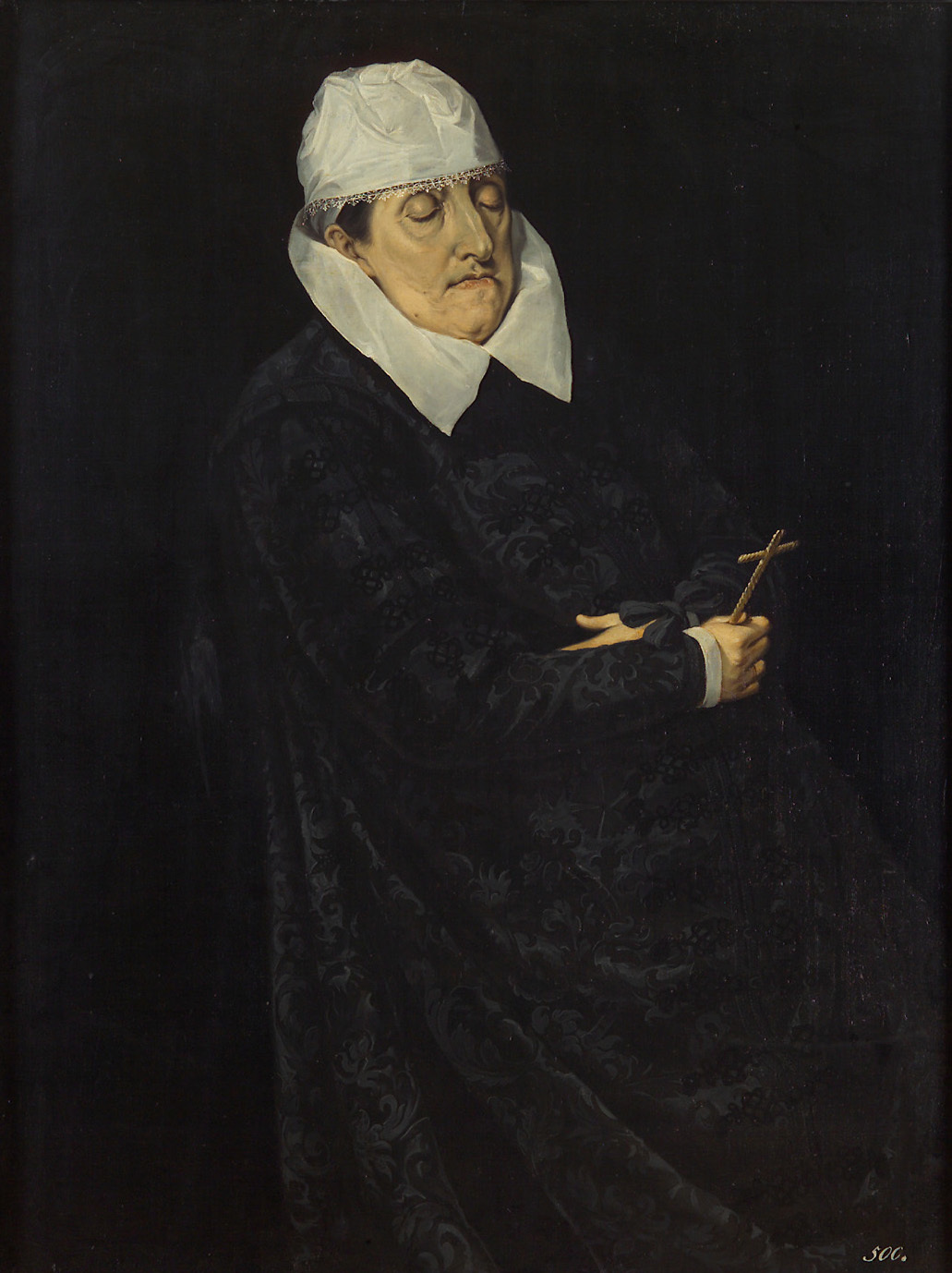
Erzherzogin Maria Anna von Bayern auf dem Totenbett von Giovanni Pietro de Pomis

Maria Anna entstammte dem deutschen Adelshaus der Wittelsbacher. Sie war die älteste Tochter von Herzog Albrecht V. von Bayern (1528–1579) und seiner Ehefrau der Erzherzogin Anna von Österreich (1528–1590), zweite Tochter von Kaiser Ferdinand I. und dessen Gemahlin Anna Jagiello, Prinzessin von Böhmen und Ungarn.
Ihre frühen Jahre verbrachte Maria Anna am Münchener Hof, an dem Malerei und Musik blühten. Sie wurde unter der Aufsicht ihrer Mutter tief katholisch und sehr streng erzogen, bisweilen sogar körperlich gezüchtigt. Sie war Schülerin von Andreas Staudenmaier und erlernte von diesem außer einer Grundbildung auch Latein. Großes Talent legte sie auf dem Gebiet der Musik an den Tag, war mit dem bedeutenden Komponisten Orlando di Lasso befreundet und spielte Orgel.

## Heirat
1570 war die rötlich-blondhaarige Prinzessin Maria Anna als Gemahlin für den Woiwoden Johann Sigismund Zápolya von Siebenbürgen vorgesehen, doch kam diese angedachte Eheverbindung nicht zustande. Dann warb Erzherzog Karl II. von Innerösterreich-Steiermark (1540–1590), dritter Sohn von Kaiser Ferdinand I. und dessen  Gattin Prinzessin Anna von Böhmen und Ungarn, um die Hand seiner 10 Jahre jüngeren Nichte Maria Anna, die er schon früher bei den Hochzeitsfeierlichkeiten ihres Bruders Wilhelm kennengelernt und zu der er Zuneigung gefasst hatte. Nachdem Papst Pius V. wegen der nahen Verwandtschaft des Paars Dispens erteilt hatte, fand die Heirat von Maria Anna und Erzherzog Karl am 26. August 1571 in Wien statt. Anlässlich dieses freudigen Ereignisses gingen in Wien prachtvolle Feste vonstatten. Zeitgenössische Schriftsteller wie Heinrich Wirri und Wenzel Sponrib verarbeiteten das Thema der glänzenden Hochzeitsfeierlichkeiten des Erzherzogspaars literarisch. Am 10. September 1571 hielten die Frischvermählten ihren Einzug in Graz, woran sich siebentägige Festlichkeiten anschlossen. Diese Heirat brachte Erzherzog Karl eine wichtige Stützung durch die Herrscherfamilie Bayerns ein.

## Nachkommen
Aus der glücklichen Ehe von Maria Anna und Karl II. von Innerösterreich-Steiermark gingen fünfzehn Kinder, sechs Söhne und neun Töchter, hervor, von denen drei früh verstarben:
- Ferdinand (* 15. Juli 1572; † 3. August 1572)
- Anna (* 16. August 1573; † 10. Februar 1598) ⚭ 1592 Sigismund III. Wasa, König von Polen und Schweden
- Maria Christina (* 10. November 1574; † 6. April 1621), 1607 Stiftsdame, 1612 Oberin zu Hall/Tirol ⚭ 1595–1599 Sigismund Báthory, Großfürst von Siebenbürgen
- Katharina Renata (4. Januar 1576; † 29. Juni 1595)
- Elisabeth (* 13. März 1577;  † 29. Januar 1586)
- Kaiser Ferdinand II. (* 9. Juli 1578; † 15. Februar 1637)

1. ⚭ Maria Anna von Bayern (1574–1616)
2. ⚭ Eleonore von Gonzaga (1598–1655)

- Karl (* 17. Juli 1579; † 17. Mai 1580)
- Gregoria Maximiliane (* 22. März 1581; † 20. September 1597)
- Eleonore (* 25. September 1582; † 28. Januar 1620), Stiftsdame zu Hall/Tirol
- Maximilian Ernst (* 17. November 1583; † 18. Februar 1616), Erzherzog
- Margarete (* 25. Dezember 1584; † 3. Oktober 1611) ⚭ 1599 König Philipp III. von Spanien
- Leopold V. Ferdinand, Erzherzog (* 9. Oktober 1586; † 13. September 1632) ⚭ 1626 Prinzessin Claudia de Medici (1604–1648)
- Maria Magdalena (* 7. Oktober 1587, † 1. November 1631) ⚭ 1608 Cosimo II. de’ Medici, Großherzog von Toskana
- Konstanze (* 24. Dezember 1588; † 10. Juli 1631) ⚭ 1602 König Sigismund III. Wasa, König von Polen und Schweden, der in erster Ehe mit ihrer Schwester Anna verheiratet war
- Karl Joseph, auch: Karl der Postume (* 7. August 1590; † 28. Dezember 1624) – Hochmeister und Bischof von Breslau und Brixen

## Erzherzogin und spätere Jahre

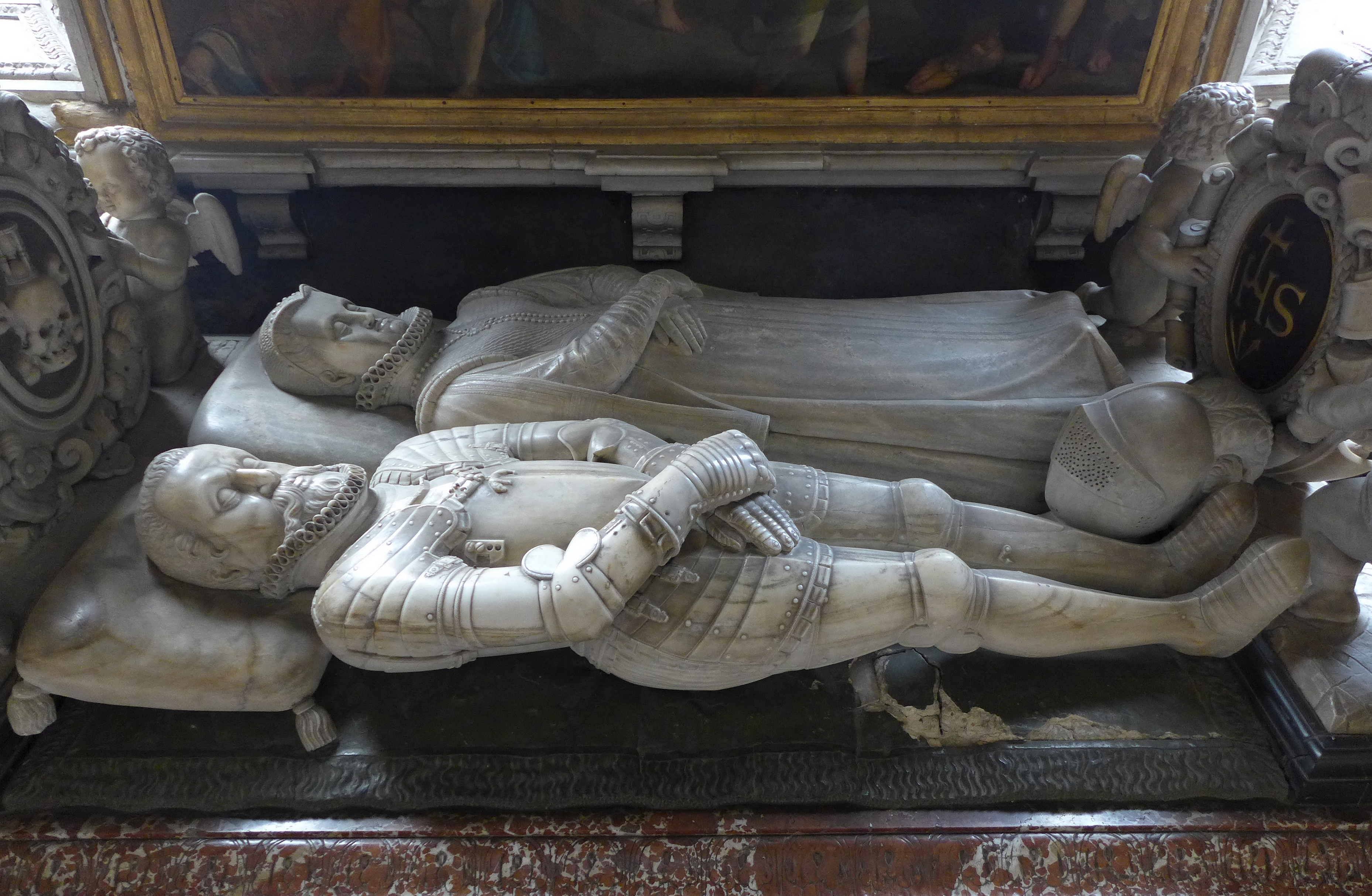
Liegefiguren Erzherzog Karls II. und seiner Gattin Erzherzogin Maria Anna von Bayern auf Kenotaph, Habsburger Mausoleum, Basilika Seckau

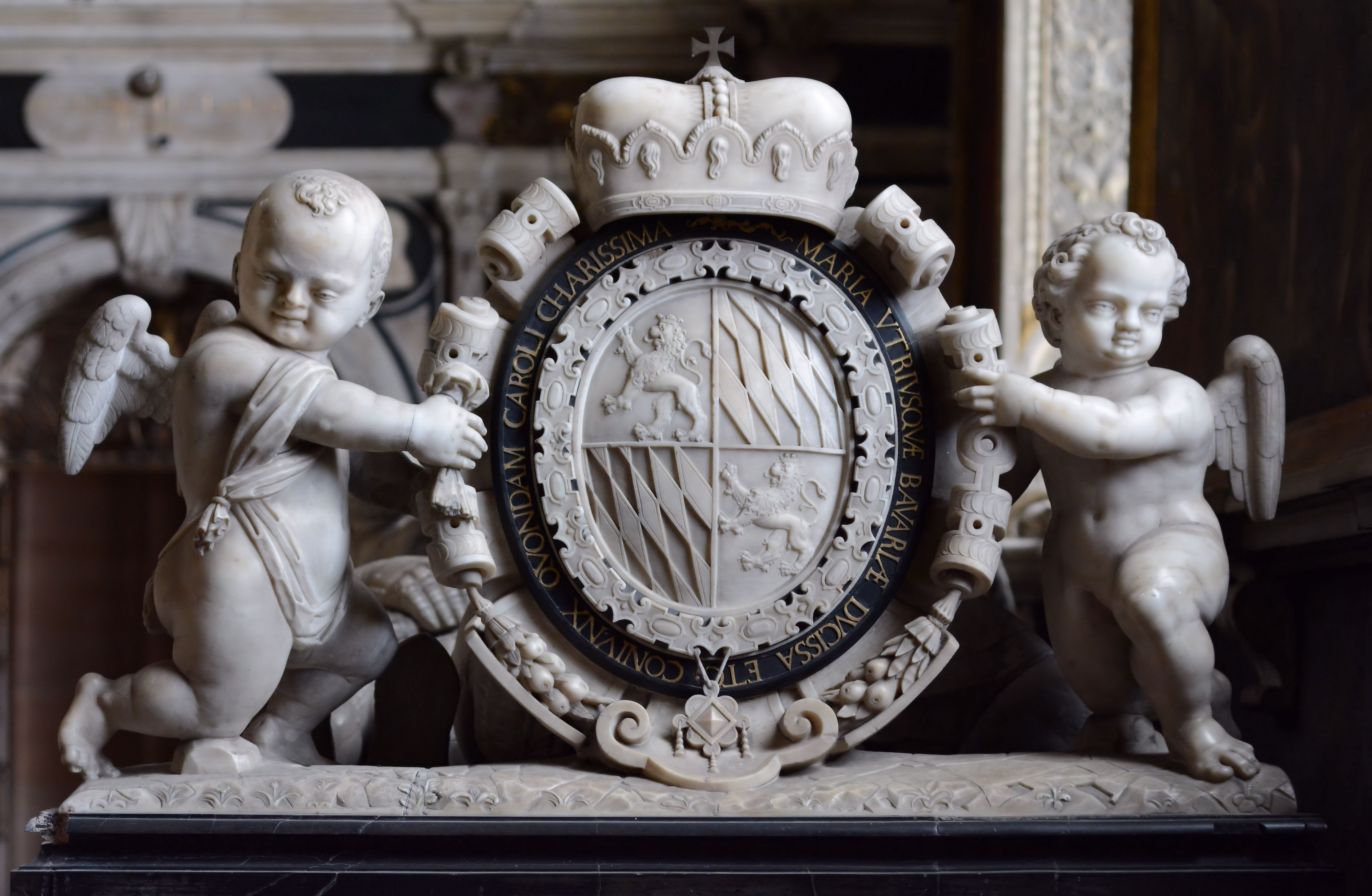
Putten auf Kenotaph halten das Wappen der Wittelsbach

Sofort nach ihrer Eheschließung übte die sehr machtbewusste Maria Anna in ihrer neuen Heimat bedeutenden politischen Einfluss aus. Als strikte Katholikin widmete sie sich eifrig mildtätigen Aktivitäten, regelmäßigen Kirchenbesuchen, der Teilnahme an Wallfahrten, der Förderung der Gegenreformation in der Steiermark und der generösen Unterstützung der Jesuiten. Häufiger begleitete die reiselustige Erzherzogin ihren Gatten auf dessen Touren, wohnte etwa mit ihm den Landtagen in Laibach Ende 1575 und Klagenfurt von Februar bis Mai 1576 bei, weilte mit ihm 1581 in Prag am Hof Kaiser Rudolfs II., 1582 auf dem Reichstag zu Augsburg sowie 1584 in Innsbruck. Sie bereiste bisweilen auch das fernere Ausland, so viermal Polen und jeweils einmal Spanien und Siebenbürgen.
Ihren Nachwuchs erzog Maria Anna außerordentlich gewissenhaft, aber auch streng. Sie soll wie ihr Ehemann ziemlich verschwendungssüchtig gewesen sein; auch zeigte sie eine große Vorliebe für die Jagd. In vielen von ihrer Hand stammenden Briefen verwendet sie einen bayerischen Dialekt und bedient sich eines recht derben Stils.
Im Juli 1590 wurde Maria Anna Witwe. Sie nahm nun nicht in dem ihr als Witwensitz zugewiesenen Judenburg ihre Residenz, sondern blieb in Graz. Ihren ältesten überlebenden Sohn, den späteren Kaiser Ferdinand II., hatte sie in dessen ersten Lebensjahren fast allein im strikt katholischen Sinn erzogen. Da der Protestantismus in Graz zu stark geworden war, hatte sie es noch zu Lebzeiten ihres Gatten durchgesetzt, dass Ferdinand im Januar 1590 nach Ingolstadt geschickt wurde, wo er auf der von Jesuiten geleiteten Universität weiterhin streng katholische Belehrungen vermittelt bekam. Seine Mutter hielt ihn, als er 1596 die Regierungsgeschäfte in Innerösterreich übernahm, beständig zu einem entschiedenen Vorgehen gegen protestantische Strömungen an. So sollte er dafür sorgen, dass Prediger der von ihr gehassten Konfession auf den Galgen kamen. Auch auf die Reformen Ferdinands nahm Maria Anna wesentlichen Einfluss. Verschiedene ihrer Töchter verheiratete sie politisch klug. In dem Bruderstreit zwischen Kaiser Rudolf II. und Matthias verhielt sie sich sehr weise.
Zu den karitativen Werken Maria Annas gehörten ihre großzügigen Spenden an Arme sowie ihre persönliche Pflege von Kranken und Schwangeren. Sie betete viel, unterzog sich häufiger Kasteiungen, sammelte Reliquien, beschenkte Kirchen und wählte sich aus den Reihen der von ihr besonders geschätzten Jesuiten ihre Beichtväter, so den lange Jahre in dieser Funktion agierenden, 1607 verstorbenen Pater Johann Reinel.
Die 1602 zu Graz erfolgte Gründung des Klarissenklosters Im Paradeis geht auf die Initiative Maria Annas zurück. Dort wurde die Erzherzogin, die öfters an den frommen Übungen der Nonnen teilnahm, noch kurz vor ihrem Tod Klarissin. Sie starb am 29. April 1608 im Alter von 57 Jahren in Graz und wurde dort zunächst im Klarissenkloster, dann im Habsburger Mausoleum beigesetzt. Viele Jesuiten wie Wilhelm Lamormaini beklagten ihr Ableben in eigens dafür niedergeschriebenen Nachrufen.